# باتشاكاماك
باتشاكاماك (بالكتشوا: Pachakamaq)‏ هو موقع أثري يقع على بعد 40 كيلومتراً (25 ميلاً) جنوب شرق ليما، بيرو في وادي نهر لورين. تمت تسوية الموقع لأول مرة حوالي عام 200 بعد الميلاد وتم تسميته على اسم الإله «خالق الأرض» «باتشا كاماك». ازدهر الموقع لنحو 1300 سنة حتى إلى غاية غزو الإسبان لبيرو. يغطي باتشاكاماك حوالي 600 هكتار من الأراضي.

## معرض صور

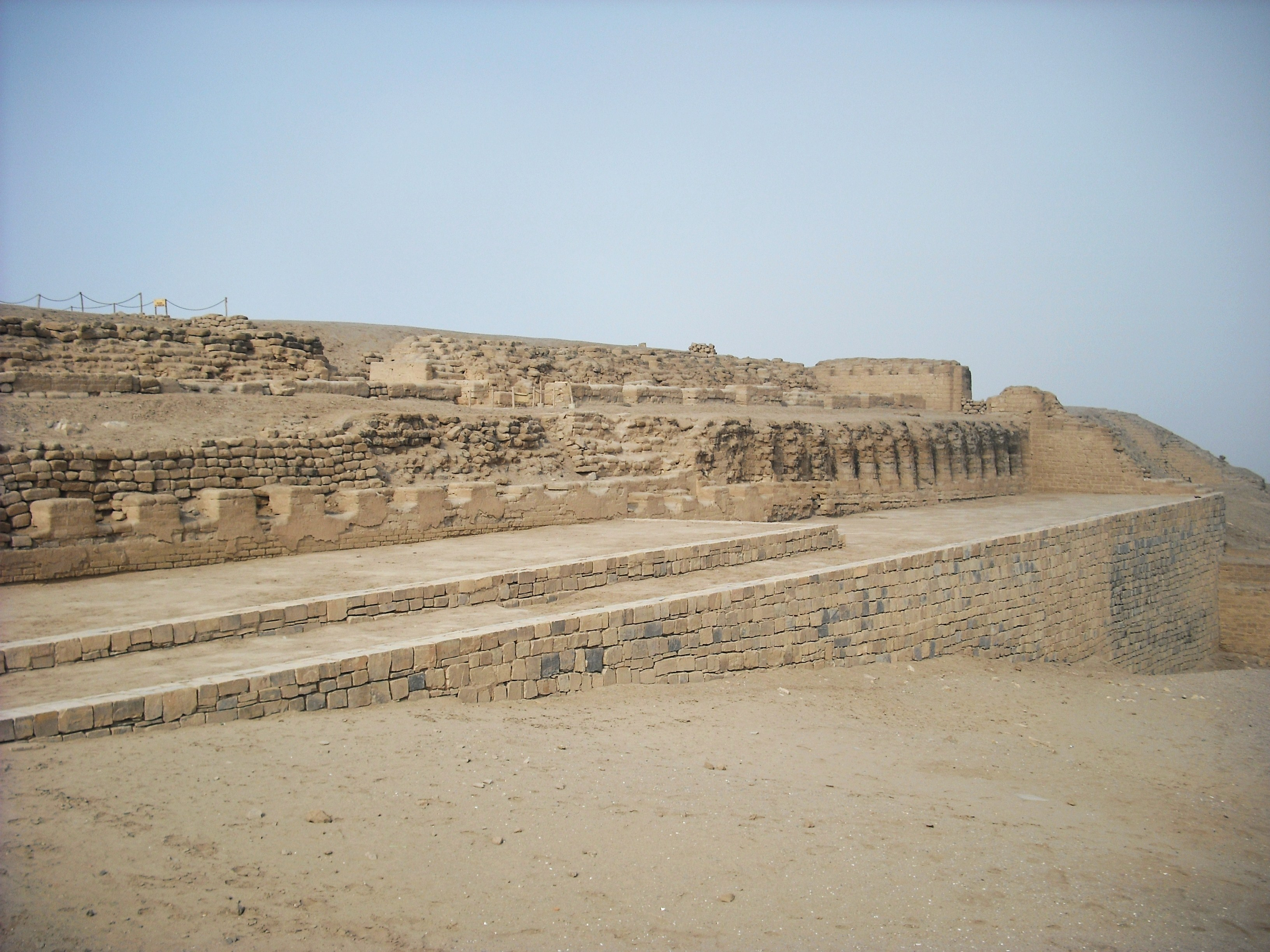
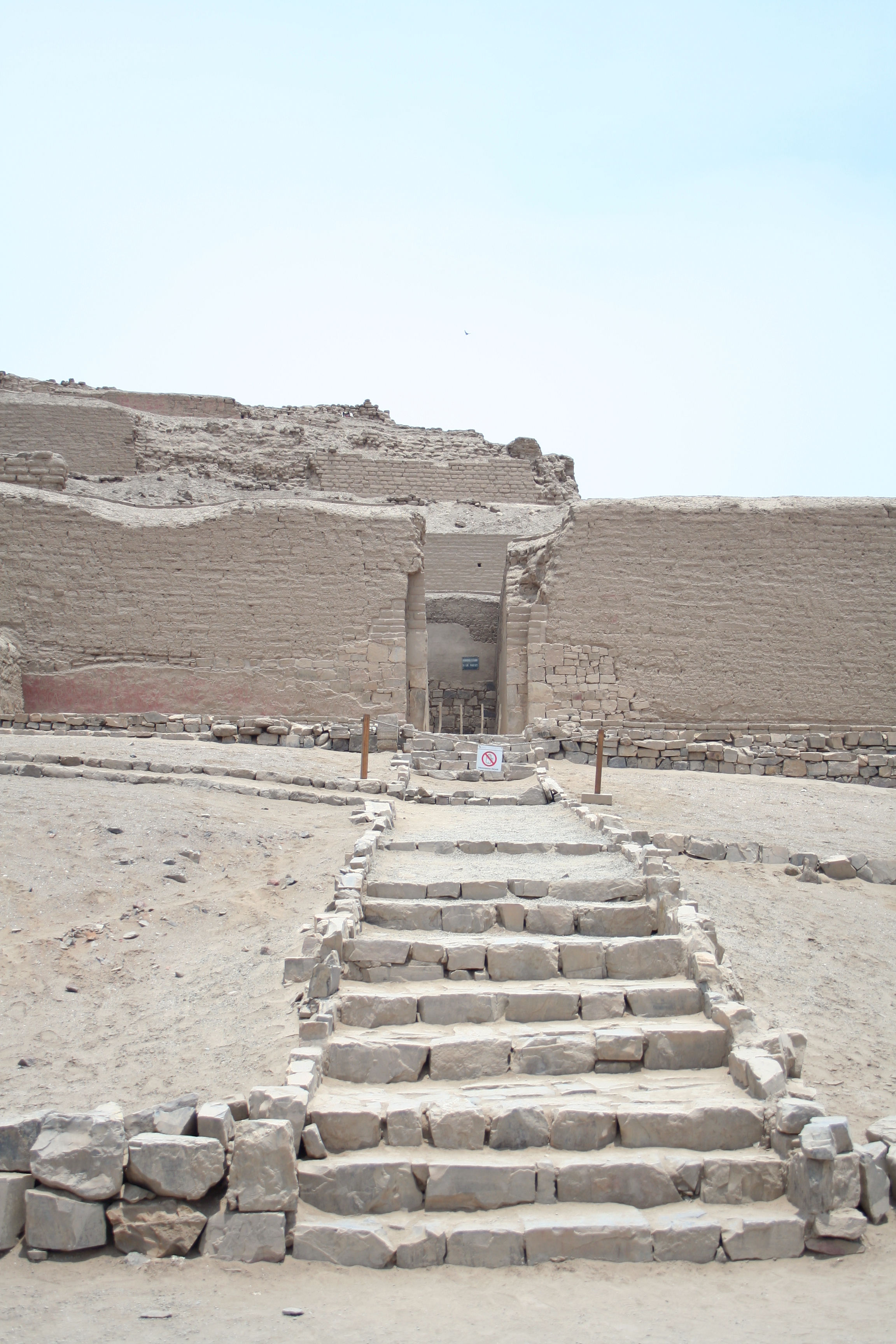
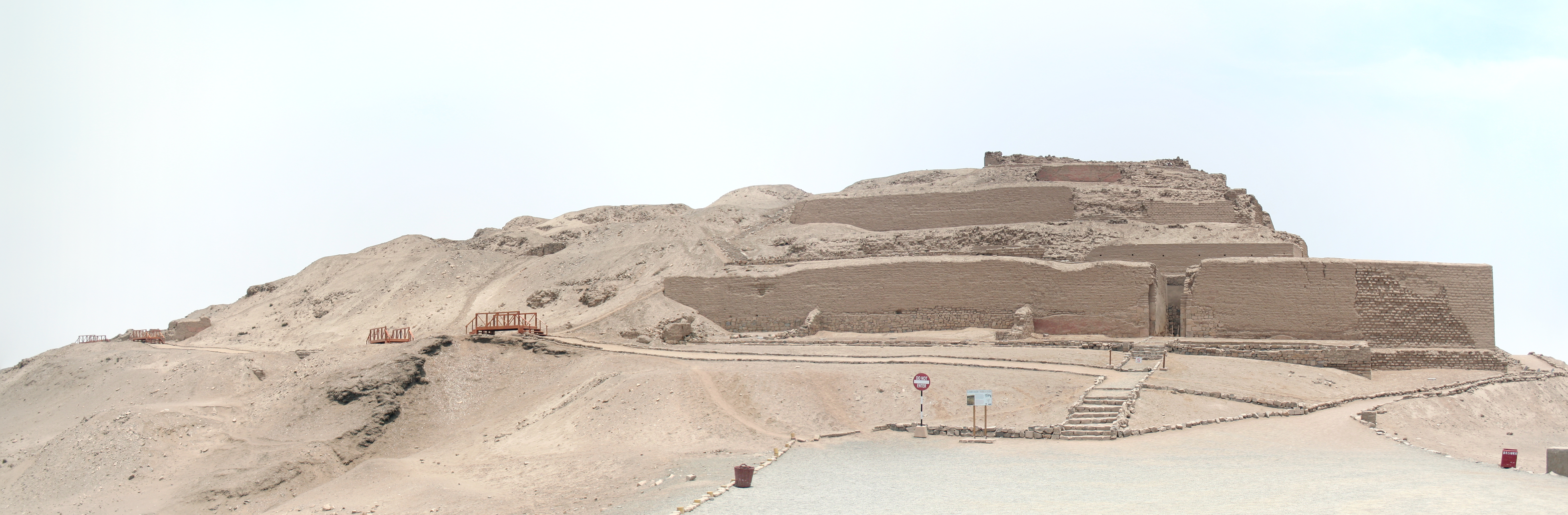
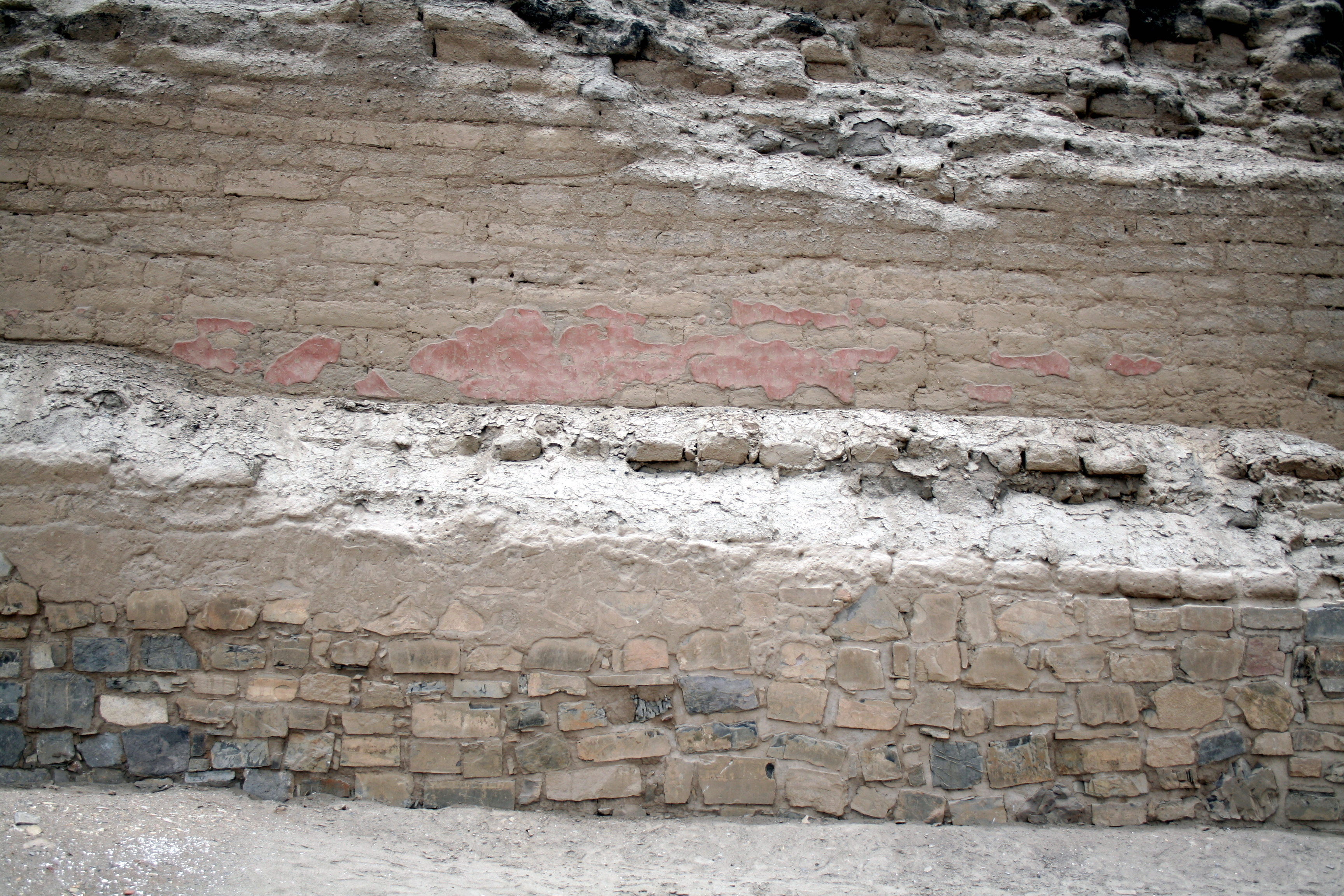
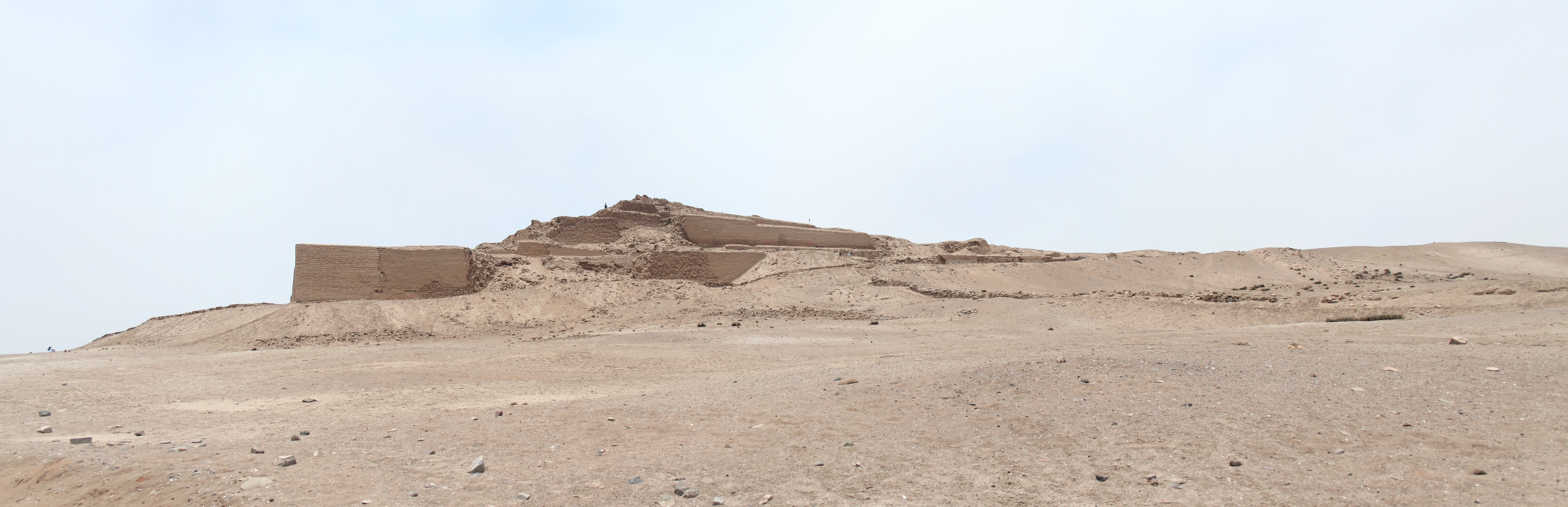

## وصلات خارجية
- Pachacamac Satellite view @ Google Maps
- Pachacamac Museum
- Stock Photos of Pachacamac
- Visit Pachacamac (flash)
- Pachacamac in Inca times(flash)
- Pachacamac Archaeological Project
- Pachacamac Panorama Photos
- Tourism in Pachacamac
- Visiting Pachacamac